# Енфіда
Енфіда (араб. النفيضة) — місто в Тунісі. Входить до складу вілаєту Сус. Станом на 2004 рік тут проживало 9 981 особа.
Поблизу міста знаходиться Міжнародний аеропорт Енфіда—Хаммамет.